# Хасијенда Наполес
Хасијенда Наполес (шп. Hacienda Nápoles) било је имање у власништву колумбијског криминалца Пабла Ескобара у општини Пуерто Триунфо, 150 км од Медељина. 
Имање је укључивало колонијалну кућу у шпанском стилу, парк скулптура, зоолошки врт са егзотичним животињама. На имању је била велика колекција старих и луксузних аутомобила, приватни аеродром, бордел и стаза за трку Формуле 1. На улазној капији хасијенде је стајала реплика авиона Piper PA-18 Super Cub.
Након Ескобарове смрти 1993. године, многи делови имања су срушени или обновљени за друге сврхе.